# Hêtraie

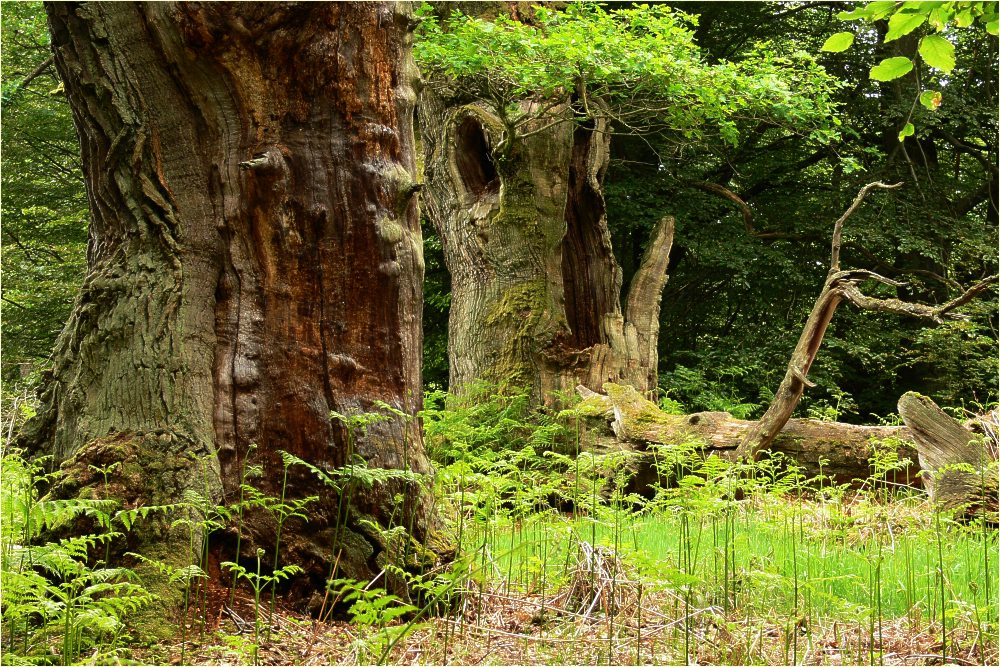
Gros bois et bois mort de diamètres exceptionnels dans l'ancienne hêtraie de la forêt de Reinhard en Allemagne, forêt qui aurait influencé les frères Grimm pour le conte La Belle au bois dormant.

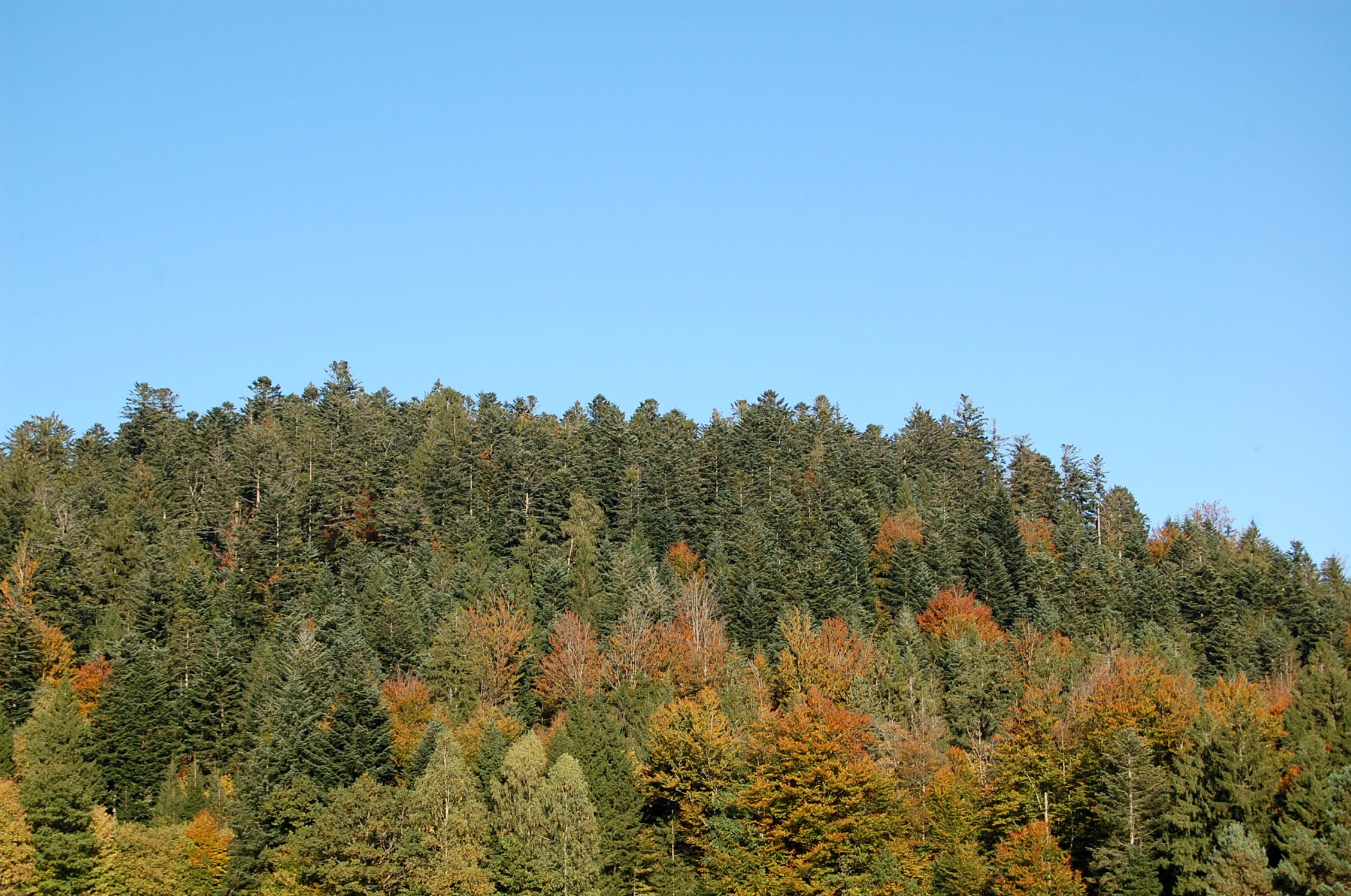
La hêtraie-sapinière est la forêt mixte typique de l'étage montagnard du massif des Vosges. En automne, les sapins restent verts tandis que le feuillage des hêtres prend des teintes orangées (Le Tholy).

Une hêtraie est une forêt où prédomine le hêtre.
Il existe plusieurs types de hêtraie en fonction du sol (calcaire ou acide) : hêtraie-chênaie (peuplement à affinités submontagnardes, qui domine les montagnes d'Europe de l'Ouest de moyenne altitude), hêtraie-frênaie, hêtraie-tillaie, hêtraie-roncier (futaie sur les sols acides de l'Europe tempérée à climat frais et humide), hêtraie-sapinière présente sur sol acide et calcaire de l'étage collinéen à l'étage montagnard dans les montagnes depuis l'Europe atlantique jusqu'aux régions asiatiques de la mer Caspienne, hêtraie-pessière qui se substitue à la hêtraie-sapinière sur terrain calcaire ou en station modérément arrosée.

## Étymologie
Le nom du hêtre est issu du bas francique heester, petit arbre, terme picard, auquel on a accolé le suffixe français -aie, issu du suffixe collectif latin -etu(m) > -eta servant à désigner un ensemble d'arbres appartenant à la même espèce. Les produits de -etu(m) était du genre masculin en ancien français, on disait un chesnay, un boulay, parfois graphié -ey. Le mot hêtraie a éliminé les différents termes des dialectes d'oïl issu du bas latin fagetu(m) (de fagus « hêtre ») du type Fay, Fey, Fy, restés dans des toponymes, ainsi que le dérivé Foutelaye / Futelaye (issu de foutel « hêtre ») cf. La Fontelaye, La Futelaye, le hêtre se disant fau, fou ou foutel selon les dialectes d'oïl. Le même étymon FAGETU (fagetum) a donné les toponymes occitan Lafayette cf. la Fageda (Catalogne), Haget (gascon : F- > H-) et un autre étymon FAGIA a abouti aux la Fage, Lahage (gascon) de ce domaine.
En Normandie, parallèlement aux Fy, Fay, Foutelaye, on relève un type spécifique régional issu de l'ancien scandinave bókalundr ou *bókilundr (collectif) « bosquet, petit bois de hêtres » → « hêtraie » qui a donné les quelques Bouquelon cf. Bouquelon (Eure, Boquelont et Bochelont XIIIe siècle), Boclon (Seine-Maritime, Bocolunda silva 1032, Bokelont 1218), le Bouquelon (Seine-Maritime, Boos, Bouquelont 1198), la Bouquelonde . Ils ont leurs équivalents exacts avec Bökelund, Suède et Bokalund, à Älmeboda, Suède, ainsi que dans l'ancienne région danoise du Schleswig-Holstein (Allemagne) avec Boklund (Bokelunt 1542) et Böklund, au Danemark avec Bøgelund et en Norvège avec Boklund, Larvik (Vestfold et Telemark), etc.

## Hêtraie-sapinière sur sol acide

### Description
Forêts montagnardes des massifs siliceux, les hêtraies-sapinières sur sol acide, dites « acidiphiles », sont dominées par le hêtre. Ce dernier forme soit des peuplements purs, soit des peuplements mixtes avec le sapin pectiné. L'acidité et la sécheresse relative du substrat freinent la décomposition de la litière qui s'accumule dans les parties peu ou pas pentues. Composée d'espèces acidiphiles, la strate herbacée est donc généralement peu développée. Les plantes les plus fréquentes telles que la canche flexueuse, le fétuque ovine et la luzule blanc-de-neige, croissent en petites touffes.

### Variantes
Cet habitat varie surtout en fonction de la fraîcheur de la station et de la localisation géographique. La fétuque ovine caractérise les stations sèches dans les pentes fortes. La fougère des hêtres et le gaillet à feuilles rondes sont typiques des stations plus fraîches. La saxifrage à feuilles en coin n'est présente que sur le mont Lozère. À l'inverse, la petite pyrole y manque mais n'est pas rare à l'Aigoual. Dans certains sites, le sapin prédomine, favorisé par les coupes de hêtre ou comme essence de reboisement.

### Flore caractéristique
Gaillet à feuilles rondes (Galium rotundifolium), hêtre (Fagus sylvatica), maïanthème à deux feuilles (Maianthemum bifolium), mélampyre des prés (Melampyrum pratense), petite pyrole (Pyrola minor).

### Fonge, et lichens
La hêtraie abrite des cortèges de lichens et de mycocénose particulières. Elles incluent les champignons mycorhiziens fageticoles (mycorhiziens  obligatoires du hêtre ou fortement associés à cette essence, tels que cortinaires, inocybes, lactaires (Lactarius subdulcis) notamment), russules, amanites) qui varient selon les essences présentes (de résineux notamment en cas de forêt mixte) mais aussi en fonction de l'âge du peuplement, de la quantité de bois mort disponible et de l'hygrométrie et de l'humidité du sol. La litière de feuilles de hêtre est aussi décomposée par Coprinus picaceus et d'autres espèces.
À titre d'exemple, dans quelques parcelles de Hêtraies à Seslérie du piémont pyrénéen (région Midi-Pyrénées) on a récolté (en 14 passages, sur 3 parcelles inventoriées, d'environ 1 ha chacune)  155 taxons différents de champignons terricoles (hors myxomycètes), dont une vingtaine considérés comme bioindicateur)s de valeur patrimoniale élevée, dont certains saproxyliques.

### Faune remarquable
Cet habitat est fréquenté par des mammifères tels le cerf élaphe et la martre.
Oiseaux : Autour des palombes, Bec-croisé des sapins, Chouette de Tengmalm, Circaète Jean-le-Blanc, Grand Tétras, Grimpereau des bois, Pic noir.
Reptiles : Coronelle lisse, Orvet, Vipère aspic.
Amphibiens : Crapaud commun, Grenouille rousse, Salamandre tachetée (répartis de façon dispersée).
Insectes : Rosalie des alpes.

### Valeur écologique

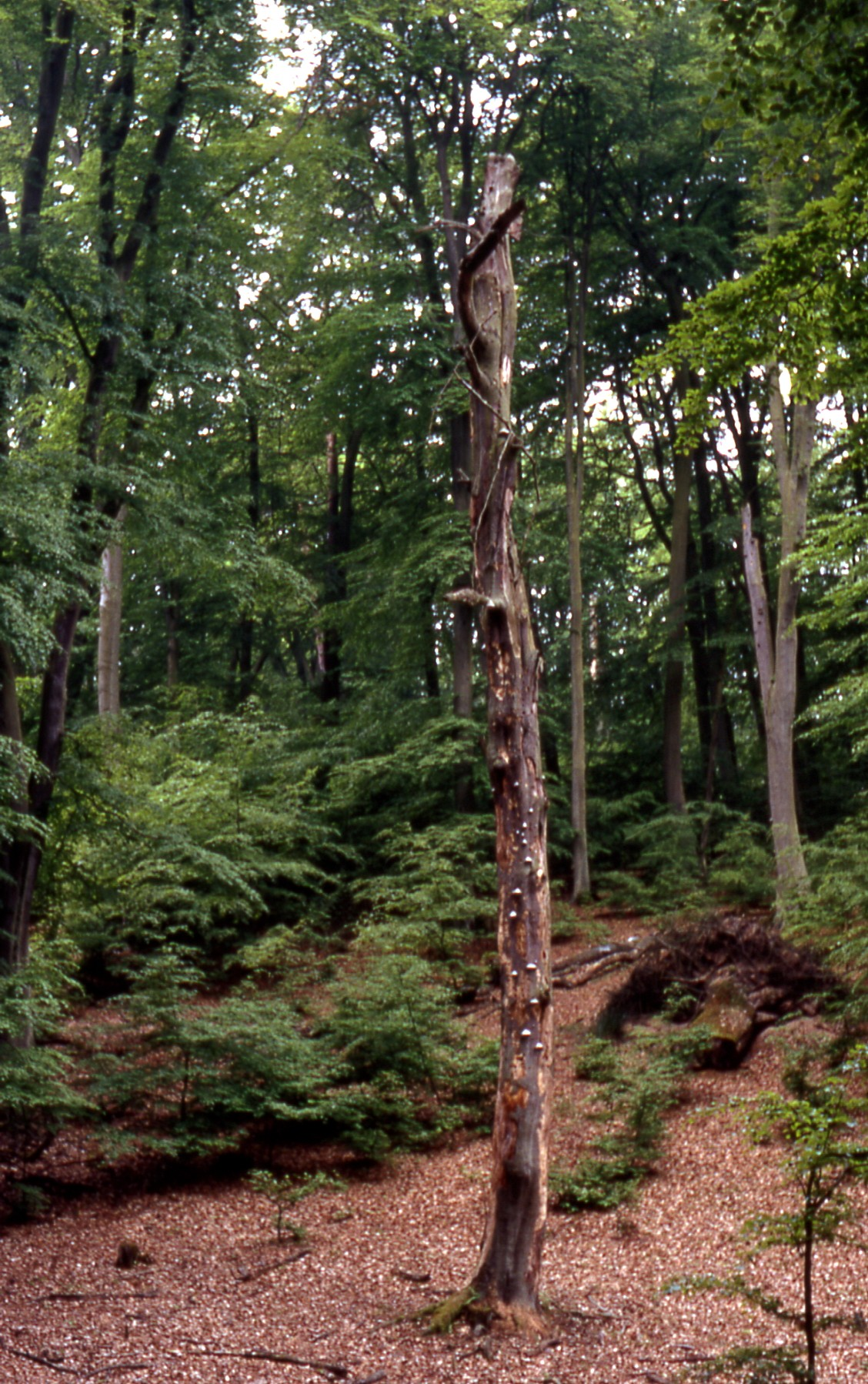
Relativement jeune hêtre mort, dans les parcelles de forêt dite "quasi-naturelle" de Serrahn, en Poméranie occidentale dans le nord-ouest de l'Allemagne ; dans les parcelles ayant subi peu d'interactions avec l'Homme depuis le Moyen Âge, on trouve en moyenne 94 m3/ha environ de bois mort, soit 14 % du volume total de tout le bois présent et environ 50 fois ce qu'on trouve dans les parcelles exploitées. Un des principes de la sylviculture durable est de conserver du bois mort en quantité suffisante pour qu'il puisse assurer les services écosystémiques nécessaires à la forêt.

Les hêtraies ne sont généralement pas monospécifiques, en tous cas sur l'ensemble d'un massif, ni même uniquement constituées de feuillus. À certaines conditions édaphiques, le hêtre s'associe volontiers à des résineux. Divers types (sociophytologiques) de hêtraies (à luzules par exemple) sont répertoriés comme habitats d'intérêt européens (Directive Habitats) et patrimoniaux.

Peu menacées, sauf à moyen ou long terme par le réchauffement climatique, les hêtraies-sapinières sur sol acide sont répandues dans le centre de l'Europe de l'Ouest et une partie des massifs forestiers français, dont typiquement par exemple sur l'ensemble du territoire du Parc national des Cévennes. Elles abritent certaines stations de plantes rares, situées par exemple dans les localités naturelles du sapin pectiné du mont Lozère, sont d'une grande valeur patrimoniale. Des groupements riches en houx y sont localement présents et classés comme d'intérêt communautaire.

### Décomposition des hêtres, bois mort, cycle du carbone
Après une phase de sénescence, les vieux hêtres meurent. 
On observe alors des changements plus ou moins rapides dans les propriétés physico-chimiques du bois, liés à l'apparition et à la succession de communautés saproxylophages, d'abord constituées de bactéries et champignons, qui vont peu à peu décomposer le tronc et tous les débris ligneux grossiers (DLG) dont les branches et racines. 
Selon une étude ayant porté sur 47 chicots et 66 troncs couchés classés en 5 classes (stades) de décomposition, deux premières phases de décomposition sont caractérisées par deux dominantes en termes de chimie organique. 
- Lors de la 1re phase (classe de décomposition 1 à 3), on observe une diminution simultanée des éléments non hydrolysables à l'acide (ou AUR pour acide-unhydrolyzable résidus) ainsi que de l'holocellulose[9] (fraction carbohydratée de la lignocellulose, l'une des briques les  plus abondantes des biopolymères).
- Lors de la 2de phase (classe de décomposition 3 à 5), l'holocellulose est sélectivement dégradée[9].

Une dizaine de champignons fructifient fréquemment sur les chicots et gros morceaux de hêtres. On peut les classer en colonisateurs pionniers et tardifs selon leurs délais d'apparition après la mort de l'arbre ou durant sa phase de sénescence. 
La composition des communautés fongiques semble varier selon la taille et les propriétés physicochimiques du hêtre mort, mais aussi, et fortement selon le stade de décomposition, la teneur en eau du bois mort et le type de débris de bois (chicots ou éléments tombés au sol). 

Il semble notamment que les basidiomycètes (pourriture blanche) dont en particulier Omphalotus guepiniformis (qui peut briller d'une lueur verte dans le noir) jouent un rôle central dans la première phase de décomposition. Les taxons de champignons apparaissant lors de la seconde phase de décomposition ne peuvent pas décomposer l'holocellulose. Les processus de biodégradation du hêtre mort par les champignons ne sont pas encore bien compris, plusieurs hypothèses restant à éprouver et valider.
Dans les hêtraies naturelles ou sub-naturelles, parfois localement quasi monospécifiques le gros-bois d'arbres sénescents ou le bois mort sont des sources importantes voire essentielles d'abris et de nutriments pour les champignons, invertébrés et autres organismes saproxylophages qui recyclent la matière organique morte (nécromasse) dans la forêt. Les champignons qui pousseront dans le sol seront eux-mêmes souvent des symbiotes essentiels au bon développement du hêtre.

Dans une hêtraie naturelle, le stock permanent de bois mort est significatif : une hêtraie sub-naturelle extensivement exploitée a été étudiée sur 8 ha en  forêt de Serrahn, en Poméranie occidentale dans le nord-ouest de l'Allemagne ; On y trouvait en moyenne 94 m3/ha environ de bois mort, soit 14 % du volume total de tout le bois. On a aussi étudié durant 35 ans deux petites placettes permanentes d'observation protégées de l'exploitation (sur respectivement 0,36 et 0,25 hectare) ; sur ces 2 parcelles, environ 10 % des arbres sont morts à différents degrés de décomposition, et sur une large gamme de hauteurs ou diamètres, avec à la fois des arbres morts debout, ou non et couchés/déracinés. fragmentés ou non... Le motif de répartition spatiale globale des arbres morts est de type aléatoire, hormis pour les arbres déracinés qui présentent une légère tendance à l’agrégation en îlots dans certains chablis).
Dans la parcelle d'observation permanente, non gérée, une mortalité significative des arbres de l'étage supérieur a été observée (+ 1,3 % la première année), avec une quantité moyenne de bois mort en augmentation rapide (passée de 2,9 m3/ha à 111,6 m3/ha au cours des 35 années de la période d'observation). Les données disponibles laissent penser que si cette hêtraie quasi-naturelle de Serrahn a connu une longue période de faible pression anthropique, la structure et la dynamique du bois mort sont encore fortement affectées par les derniers événements et perturbations majeures qui ont pourtant eu lieu à la fin du Moyen Âge. L'écologie rétrospective et l'histoire environnementale sont donc « une exigence de base pour l'interprétation des résultats obtenus dans les forêts proches de la nature »concluaient en 2007 les auteurs qui étudient cette forêt.

### Usages
- Agropastoraux : Sylvopastoralisme.
- Forestiers : Sylviculture et exploitation du bois de hêtre et de sapin.
- Traditionnels : Chasse, cueillette de champignons.
- Touristiques : Intérêt esthétique des vieilles forêts de hêtres et de sapins.

### Évolution & gestion
Les hêtraies-sapinières acidiphiles forment le stade final de la succession végétale dans les stations acides des massifs siliceux du territoire du Parc National des Cévennes. Elles sont souvent issues d'anciens pâturages mis en défense lors des grands travaux de reboisement amorcé vers la fin du XIXe siècle. Aujourd'hui, la plupart des peuplements sont parvenus à maturité et ne présentent guère d'évolution majeure. Dans ce cas, cet habitat profite de l'expansion actuelle de la forêt. Il est exploité selon une sylviculture qui vise à se rapprocher des fonctionnements naturels. Il est souhaitable d'éviter de planter tout autre résineux que le sapin pectiné.  Les autres résineux non autochtones : sapin de Douglas, épicéa, pins noirs et autres sapins sont à exclure. Privilégier les peuplements irréguliers et composés de diverses essences est favorable aux insectes et aux oiseaux. Leurs cortèges s'enrichiront si les boisements comportent des arbres de fort diamètre, morts ou dépérissant. 
La régénération naturelle de hêtres et de sapins doit être favorisée, ainsi que le mélange avec des essences secondaires. En raison de leur intérêt écologique, certaines vieilles hêtraies de l'Aigoual et du mont Lozère sont classées en réserves biologiques. D'autres sites, comme les stations riches en lichens et les zones de reproduction des oiseaux patrimoniaux, nécessitent également une gestion sylvicole adaptée.

## Hêtres et mycorhization
De nombreux champignons ectomycorhiziens (ECM) sont symbiotes du hêtre. Avec certaines bactéries, ils forment des communautés complexes, dont la diversité fonctionnelle  varie dans l'espace et le temps, et en fonction de divers facteurs environnementaux, abiotiques, biotique et même selon les variations de « structure » de la hêtraie. On sait notamment que :
- La structure des espèces de la communauté ectomycorhizienne, comme l'activité métabolique de chaque morphotype changent selon la disponibilité des nutriments, mais aussi selon l'humidité du sol, selon la saison, et en fonction de la température du sol[11].
- Certains morphotypes sont plus abondants et actifs en hiver qu'en été[11].
- La fonction globale de la communauté ectomycorhizienne résulte à la fois de la spécialisation de chaque morphotype et des moments où il est le plus actif[11].
- Le traitement sylvicole (forte éclaircie, ou coupe rase) modifie parfois fortement la structure de la communauté ectomycorhizienne[11].

Une étude espagnole a comparé les champignons symbiotes d'une hêtraie non exploitée à ceux de deux hêtraies ayant subi des coupes rases. Les auteurs ont constaté dans les deux zones perturbées (coupes rases) des variations saisonnières marquées dans les taux de colonisation des racines de hêtres par les champignons ectomycorhiziens, sans que le taux de racines colonisées par ceux-ci soit toujours associé à l'accumulation de glucides dans les racines.
La composition des communautés ectomycorhiziennes différait selon les parcelles, avec moins de morphotypes dans les hêtraies perturbées. La diversité en champignons ectomycorhiziens restait élevée et similaire dans les trois sites, ce qui a conduit les auteurs à conclure que dans ce type d'environnement, l'introduction d'inoculums  d'ectomycorhiziens par le sylviculteur n'apparaît pas nécessaire pour améliorer la régénération de ces coupes à blanc.

## Évolution écologique
Une partie des hêtraies ne sont pas en  bon état du point de vue de la conservation de la nature et de la biodiversité forestière.
Elles pourraient pâtir du dérèglement climatique, en particulier les hêtraies acidiphiles médio-européennes à Luzule blanchâtre (seules neuf des 27 hêtraies étudiées dans le cadre des évaluations nationales/biogéographiques, ont révélé une situation positive.).

#### En français
- Guide du naturaliste (Causses, Cévennes), édition du parc national des Cévennes

#### En anglais
- Bartsch N. (2000), Element release in beech (Fagus sylvatica L.) forest gaps. Water Air Soil Pollut 122:3–16
- Bauhus J, Vor T, Bartsch N, Cowling A (2004,  The effects of gaps and liming on forest floor decomposition and soil C and N dynamics in a Fagus sylvatica forest. Can J For Res 34:509–518
- Christensen M, Hahn K, Mountford EP, Ódor P, Standovár T, Rozenbergar D, Diaci J, Wijdeven S, Meyer P, Winter S, Vrska T (2005), Dead wood in European beech (Fagus sylvatica) forest reserves. For Ecol Manage 210:267–282
- Czajkowski T, Kompa T, Bolte A (2006), Zur Verbreitungsgrenze der Buche (Fagus sylvatica L.) im nordöstlichen Mitteleuropa. Forstarchiv 77:203–216
- Frangi J, Richter L, Barrera M, Aloggia M (1997), Decomposition of Nothofagus fallen dead wood in forests of Tierra del Fuego, Argentina. Can J For Res 27:1095–1102. doi:
- Kuehne C, Donath C, Müler-Using S, Bartsch N (2008), Nutrient fluxes via leaching from coarse woody debris in a Fagus sylvatica forest in the Solling Mountains, Germany. Can J For Res 38:2405–2413
- Müller-Using S, Bartsch N (2008), Storage and fluxes of carbon in coarse woody debris of Fagus sylvatica L. Forstarchiv 79:164–171
- Müller-Using S, Bartsch N (2009), Decay dynamic of coarse and fine woody debris of a beech (Fagus sylvatica L.) forest in Central Germany ; Eur J Forest Res (2009) 128:287–296 ; DOI 10.1007/s10342-009-0264-8
- Mund M (2004), Carbon pools of European beech forests (Fagus sylvatica) under different silvicultural management. Ber Forschungszentrum Waldökosysteme, Göttingen, p A189
- Schaefer  M, Schauermann J. (1990) The soil fauna of beech forests: comparison between a mull and a moder soil. Pedobiologia 34, 299-314
- Scheu S, Falca M (2000), The soil food web of two beech forests (Fagus sylvatica) of contrasting humus type: stable isotope analysis of a macro- and a mesofauna-dominated community. Oecologica 123:285–286
- Von Oheimb G, Westphal C, Härdtle W (2007), Diversity and spatio-temporal dynamics of dead wood in a temperate near-natural beech forest (Fagus sylvatica). Eur J For Res 126:359–370. doi:10.1007/s10342-006-0152-4

#### En allemand
- Müller-Using S, Bartsch N (2003), Totholzdynamik eines Buchenbestandes (Fagus silvatica L.) im Solling—Nachlieferung, Ursache und Zersetzung von Totholz. Allg Forst Jagdz 174:122–130